# 魔鬼蟹屬
魔鬼蟹屬（學名：Moguai）是短尾下目沙蟹總科猴面蟹科之下的一個屬。本屬的學名來自「魔鬼」的漢語拼音。

## 物種
魔鬼蟹屬只有以下三個物種：
- Moguai aloutos C. G. S. Tan & Ng, 1999
- 長形魔鬼蟹 Moguai elongatum (Rathbun, 1931)[1]
- 火魔鬼蟹 Moguai pyriforme Naruse, 2005[3]